# Zvjezdan Misimović
Zvjezdan Misimović (Monaco di Baviera, 5 giugno 1982) è un ex calciatore bosniaco con cittadinanza tedesca, di ruolo centrocampista.

## Biografia
Misimović è di origine serba, ed è un cristiano ortodosso. È soprannominato Miske e Zwetschge. La sua squadra preferita è la Stella Rossa, nella quale avrebbe voluto chiudere la carriera.
La moglie di Misimović, Stefanija, è di Strumica, in Macedonia. La coppia ha avuto tre figli: Luka (nato nel 2004), Niko (nato nel 2009) e Noel (nato nel 2013).

## Caratteristiche tecniche
Giocatore molto bravo tecnicamente, risulta tatticamente un vero e proprio jolly nella zona mediana del campo. Trova la sua collocazione ideale come trequartista, ruolo nel quale ha dimostrato di possedere un'ottima visione di gioco ed eccellenti capacità di assist-man. Durante la sua carriera calcistica si è dimostrato molto abile anche sui calci piazzati.

## Carriera
Nato in Germania da genitori serbi bosniaci originari di Bosanska Gradiška, visse dapprima alcune esperienze in squadre non professionistiche. A diciotto anni entrò nel settore giovanile del Bayern Monaco, con le cui formazioni amatoriali si mise in luce segnando molti gol.
Dopo aver collezionato tre presenze con la prima squadra dei bavaresi, nell'estate 2004 si trasferì al Bochum, dove fu trasformato dall'allenatore Hermann Gerland in centrocampista offensivo. Con il Bochum si laureò capocannoniere della Zweite Bundesliga nell'anno della promozione del suo club in massima divisione. Nelle annate seguenti, trascorse in Bundesliga, si confermò uno dei migliori centrocampisti-attaccanti attivi in Germania. In particolare nel campionato 2006-2007 fu autore di 7 gol e di decisivi assist per i compagni, contribuendo in tal modo al buon piazzamento finale del Bochum in massima serie.

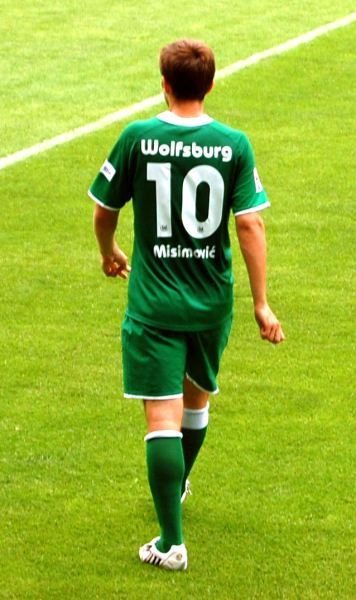
Misimović di spalle con la maglia del Wolfsburg nel 2008.

Nell'estate 2007 è stato acquistato a parametro zero dal Norimberga, essendo scaduto il suo contratto con il Bochum. La stagione successiva, dopo la retrocessione del Norimberga, passa al Wolfsburg. Già al primo anno si afferma totalizzando 33 presenze, 7 reti e ben 20 assist, e con la squadra raggiunge la prima storica vittoria in Bundesliga.
Il 31 agosto 2010 chiude la propria avventura in Bundesliga e si accasa al Galatasaray. Il 26 febbraio 2011 chiude la breve parentesi turca e viene acquistato per 5 milioni di euro dalla Dinamo Mosca.

Il 6 gennaio 2013 viene ceduto per 3,5 milioni di € al Guizhou Renhe, squadra militante in Chinese Super League
Il 3 marzo 2015 annuncia il suo ritiro dal calcio giocato. Nel giugno dello stesso anno, ritorna sui suoi passi e firma per il Beijing Renhe.

### Nazionale
Nel 2002 ha disputato una presenza con la Jugoslavia under 21.
Il 18 febbraio 2004 ha debuttato con la nazionale bosniaca, in un'amichevole contro la Macedonia. È il terzo giocatore bosniaco in assoluto con il maggior numero di presenze, (85) dopo aver disputato il Campionato mondiale di calcio 2014 con la sua nazionale, all'età di 32 anni e con oltre dieci anni di militanza, si ritira momentaneamente dalla Bosnia ed Erzegovina.
Il ritiro definitivo avviene ufficialmente il 28 maggio 2018 durante l'amichevole interna giocata contro il Montenegro, disputando una ventina di minuti assieme ai suoi compagni Vedad Ibišević e Emir Spahić.

## Statistiche

### Presenze e reti nei club
Statistiche aggiornate al 22 ottobre 2016.
| Stagione                | Squadra                 | Campionato              | Campionato | Campionato | Coppe nazionali | Coppe nazionali | Coppe nazionali | Coppe continentali | Coppe continentali | Coppe continentali | Altre coppe | Altre coppe | Altre coppe | Totale | Totale |
| Stagione                | Squadra                 | Comp                    | Pres       | Reti       | Comp            | Pres            | Reti            | Comp               | Pres               | Reti               | Comp        | Pres        | Reti        | Pres   | Reti   |
| ----------------------- | ----------------------- | ----------------------- | ---------- | ---------- | --------------- | --------------- | --------------- | ------------------ | ------------------ | ------------------ | ----------- | ----------- | ----------- | ------ | ------ |
| 2000-2001               | Bayern Monaco II        | RS                      | 12         | 1          | -               | -               | -               | -                  | -                  | -                  | -           | -           | -           | 12     | 1      |
| 2001-2002               | Bayern Monaco II        | RS                      | 31         | 14         | -               | -               | -               | -                  | -                  | -                  | -           | -           | -           | 31     | 14     |
| 2002-2003               | Bayern Monaco II        | RS                      | 28         | 8          | -               | -               | -               | -                  | -                  | -                  | -           | -           | -           | 28     | 8      |
| 2003-2004               | Bayern Monaco II        | RS                      | 31         | 21         | -               | -               | -               | -                  | -                  | -                  | -           | -           | -           | 31     | 21     |
| Totale Bayern Monaco II | Totale Bayern Monaco II | Totale Bayern Monaco II | 102        | 44         |                 | -               | -               |                    | -                  | -                  |             | -           | -           | 102    | 44     |
| 2002-2003               | Bayern Monaco           | BL                      | 1          | 0          | CG              | 1               | 0               | UCL                | 0                  | 0                  | CdL         | 0           | 0           | 2      | 0      |
| 2003-2004               | Bayern Monaco           | BL                      | 2          | 0          | CG              | 1               | 0               | UCL                | 0                  | 0                  | CdL         | 0           | 0           | 3      | 0      |
| Totale Bayern Monaco    | Totale Bayern Monaco    | Totale Bayern Monaco    | 3          | 0          |                 | 2               | 0               |                    | 0                  | 0                  |             | 0           | 0           | 5      | 0      |
| 2004-2005               | Bochum                  | BL                      | 31         | 3          | CG              | 2               | 1               | CU                 | 2                  | 0                  | CdL         | 1           | 0           | 36     | 4      |
| 2005-2006               | Bochum                  | ZL                      | 31         | 11         | CG              | 2               | 1               | -                  | -                  | -                  | -           | -           | -           | 33     | 12     |
| 2006-2007               | Bochum                  | BL                      | 30         | 7          | CG              | 2               | 1               | -                  | -                  | -                  | -           | -           | -           | 32     | 8      |
| Totale Bochum           | Totale Bochum           | Totale Bochum           | 92         | 21         |                 | 6               | 3               |                    | 2                  | 0                  |             | 1           | 0           | 101    | 24     |
| 2007-2008               | Norimberga              | BL                      | 28         | 10         | CG              | 2               | 2               | CU                 | 6                  | 1                  | CdL         | 1           | 0           | 37     | 13     |
| 2008-2009               | Wolfsburg               | BL                      | 33         | 7          | CG              | 4               | 0               | CU                 | 8                  | 4                  | -           | -           | -           | 45     | 11     |
| 2009-2010               | Wolfsburg               | BL                      | 31         | 10         | CG              | 2               | 2               | UCL+UEL            | 6+6                | 1+1                | -           | -           | -           | 45     | 14     |
| ago. 2010               | Wolfsburg               | BL                      | 1          | 0          | CG              | 1               | 0               | -                  | -                  | -                  | -           | -           | -           | 2      | 0      |
| Totale Wolfsburg        | Totale Wolfsburg        | Totale Wolfsburg        | 65         | 17         |                 | 7               | 2               |                    | 20                 | 6                  |             | -           | -           | 92     | 25     |
| ago. 2010-2011          | Galatasaray             | SL                      | 9          | 0          | TK              | 0               | 0               | UEL                | 0                  | 0                  | -           | -           | -           | 9      | 0      |
| 2011-2012               | Dinamo Mosca            | PL                      | 35         | 8          | KR              | 5               | 2               | -                  | -                  | -                  | -           | -           | -           | 40     | 10     |
| 2012-2013               | Dinamo Mosca            | PL                      | 9          | 0          | KR              | 1               | 0               | UEL                | 4                  | 0                  | -           | -           | -           | 14     | 0      |
| Totale Dinamo Mosca     | Totale Dinamo Mosca     | Totale Dinamo Mosca     | 44         | 8          |                 | 6               | 2               |                    | 4                  | 0                  |             | -           | -           | 54     | 10     |
| 2013                    | Beijing Renhe           | CSL                     | 24         | 5          | CC              | 6               | 2               | ACL                | 5                  | 0                  | -           | -           | -           | 35     | 7      |
| 2014                    | Beijing Renhe           | CSL                     | 25         | 6          | CC              | 1               | 1               | ACL                | 4                  | 0                  | SC          | 0           | 0           | 30     | 7      |
| 2015                    | Beijing Renhe           | CSL                     | 15         | 2          | CC              | 1               | 0               | -                  | -                  | -                  | -           | -           | -           | 16     | 2      |
| 2016                    | Beijing Renhe           | CL1                     | 24         | 4          | CC              | 0               | 0               | -                  | -                  | -                  | -           | -           | -           | 24     | 4      |
| Totale Beijing Renhe    | Totale Beijing Renhe    | Totale Beijing Renhe    | 88         | 17         |                 | 8               | 3               |                    | 9                  | 0                  |             | 0           | 0           | 105    | 20     |
| Totale carriera         | Totale carriera         | Totale carriera         | 431        | 117        |                 | 31              | 12              |                    | 41                 | 7                  |             | 2           | 0           | 505    | 136    |

### Cronologia presenze e reti in nazionale
| Cronologia completa delle presenze e delle reti in nazionale ― Bosnia ed Erzegovina | Cronologia completa delle presenze e delle reti in nazionale ― Bosnia ed Erzegovina | Cronologia completa delle presenze e delle reti in nazionale ― Bosnia ed Erzegovina | Cronologia completa delle presenze e delle reti in nazionale ― Bosnia ed Erzegovina | Cronologia completa delle presenze e delle reti in nazionale ― Bosnia ed Erzegovina | Cronologia completa delle presenze e delle reti in nazionale ― Bosnia ed Erzegovina | Cronologia completa delle presenze e delle reti in nazionale ― Bosnia ed Erzegovina | Cronologia completa delle presenze e delle reti in nazionale ― Bosnia ed Erzegovina |
| Data                                                                                | Città                                                                               | In casa                                                                             | Risultato                                                                           | Ospiti                                                                              | Competizione                                                                        | Reti                                                                                | Note                                                                                |
| ----------------------------------------------------------------------------------- | ----------------------------------------------------------------------------------- | ----------------------------------------------------------------------------------- | ----------------------------------------------------------------------------------- | ----------------------------------------------------------------------------------- | ----------------------------------------------------------------------------------- | ----------------------------------------------------------------------------------- | ----------------------------------------------------------------------------------- |
| 18-2-2004                                                                           | Skopje                                                                              | Macedonia                                                                           | 1 – 0                                                                               | Bosnia ed Erzegovina                                                                | Amichevole                                                                          | -                                                                                   | 61’                                                                                 |
| 31-3-2004                                                                           | Lussemburgo                                                                         | Lussemburgo                                                                         | 1 – 2                                                                               | Bosnia ed Erzegovina                                                                | Amichevole                                                                          | 1                                                                                   |                                                                                     |
| 28-4-2004                                                                           | Zenica                                                                              | Bosnia ed Erzegovina                                                                | 1 – 0                                                                               | Finlandia                                                                           | Amichevole                                                                          | 1                                                                                   | 63’                                                                                 |
| 18-8-2004                                                                           | Rennes                                                                              | Francia                                                                             | 1 – 1                                                                               | Bosnia ed Erzegovina                                                                | Amichevole                                                                          | -                                                                                   | 23’                                                                                 |
| 8-9-2004                                                                            | Zenica                                                                              | Bosnia ed Erzegovina                                                                | 1 – 1                                                                               | Spagna                                                                              | Qual. Mondiali 2006                                                                 | -                                                                                   |                                                                                     |
| 9-10-2004                                                                           | Sarajevo                                                                            | Bosnia ed Erzegovina                                                                | 0 – 0                                                                               | Serbia e Montenegro                                                                 | Qual. Mondiali 2006                                                                 | -                                                                                   |                                                                                     |
| 26-3-2005                                                                           | Bruxelles                                                                           | Belgio                                                                              | 4 – 1                                                                               | Bosnia ed Erzegovina                                                                | Qual. Mondiali 2006                                                                 | -                                                                                   | 58’                                                                                 |
| 30-3-2005                                                                           | Sarajevo                                                                            | Bosnia ed Erzegovina                                                                | 1 – 1                                                                               | Lituania                                                                            | Qual. Mondiali 2006                                                                 | 1                                                                                   | 64’                                                                                 |
| 4-6-2005                                                                            | Serravalle                                                                          | San Marino                                                                          | 1 – 3                                                                               | Bosnia ed Erzegovina                                                                | Qual. Mondiali 2006                                                                 | -                                                                                   | 59’                                                                                 |
| 8-6-2005                                                                            | Valencia                                                                            | Spagna                                                                              | 1 – 1                                                                               | Bosnia ed Erzegovina                                                                | Qual. Mondiali 2006                                                                 | -                                                                                   | 65’                                                                                 |
| 17-8-2005                                                                           | Tallinn                                                                             | Estonia                                                                             | 1 – 0                                                                               | Bosnia ed Erzegovina                                                                | Amichevole                                                                          | -                                                                                   | 75’                                                                                 |
| 3-9-2005                                                                            | Zenica                                                                              | Bosnia ed Erzegovina                                                                | 1 – 0                                                                               | Belgio                                                                              | Qual. Mondiali 2006                                                                 | -                                                                                   | 72’                                                                                 |
| 7-9-2005                                                                            | Vilnius                                                                             | Lituania                                                                            | 0 – 1                                                                               | Bosnia ed Erzegovina                                                                | Qual. Mondiali 2006                                                                 | -                                                                                   | 87’                                                                                 |
| 8-10-2005                                                                           | Zenica                                                                              | Bosnia ed Erzegovina                                                                | 3 – 0                                                                               | San Marino                                                                          | Qual. Mondiali 2006                                                                 | -                                                                                   | 77’                                                                                 |
| 12-10-2005                                                                          | Belgrado                                                                            | Serbia e Montenegro                                                                 | 1 – 0                                                                               | Bosnia ed Erzegovina                                                                | Qual. Mondiali 2006                                                                 | -                                                                                   | 71’                                                                                 |
| 28-2-2006                                                                           | Dortmund                                                                            | Giappone                                                                            | 2 – 2                                                                               | Bosnia ed Erzegovina                                                                | Amichevole                                                                          | 1                                                                                   | 67’                                                                                 |
| 26-5-2006                                                                           | Seul                                                                                | Giappone                                                                            | 2 – 0                                                                               | Bosnia ed Erzegovina                                                                | Amichevole                                                                          | -                                                                                   |                                                                                     |
| 31-5-2006                                                                           | Teheran                                                                             | Iran                                                                                | 5 – 2                                                                               | Bosnia ed Erzegovina                                                                | Amichevole                                                                          | 1                                                                                   |                                                                                     |
| 16-8-2006                                                                           | Sarajevo                                                                            | Bosnia ed Erzegovina                                                                | 1 – 2                                                                               | Francia                                                                             | Amichevole                                                                          | 1                                                                                   | 84’                                                                                 |
| 2-9-2006                                                                            | Ta' Qali                                                                            | Malta                                                                               | 2 – 5                                                                               | Bosnia ed Erzegovina                                                                | Qual. Euro 2008                                                                     | 1                                                                                   |                                                                                     |
| 6-9-2006                                                                            | Zenica                                                                              | Bosnia ed Erzegovina                                                                | 1 – 3                                                                               | Ungheria                                                                            | Qual. Euro 2008                                                                     | 1                                                                                   |                                                                                     |
| 7-10-2006                                                                           | Chișinău                                                                            | Moldavia                                                                            | 2 – 2                                                                               | Bosnia ed Erzegovina                                                                | Qual. Euro 2008                                                                     | 1                                                                                   |                                                                                     |
| 11-10-2006                                                                          | Zenica                                                                              | Bosnia ed Erzegovina                                                                | 0 – 4                                                                               | Grecia                                                                              | Qual. Euro 2008                                                                     | -                                                                                   |                                                                                     |
| 24-3-2007                                                                           | Oslo                                                                                | Norvegia                                                                            | 1 – 2                                                                               | Bosnia ed Erzegovina                                                                | Qual. Euro 2008                                                                     | 1                                                                                   | cap.                                                                                |
| 2-6-2007                                                                            | Sarajevo                                                                            | Bosnia ed Erzegovina                                                                | 3 – 2                                                                               | Turchia                                                                             | Qual. Euro 2008                                                                     | -                                                                                   | cap.                                                                                |
| 6-6-2007                                                                            | Sarajevo                                                                            | Bosnia ed Erzegovina                                                                | 1 – 0                                                                               | Malta                                                                               | Qual. Euro 2008                                                                     | -                                                                                   | cap. 54’                                                                            |
| 22-8-2007                                                                           | Sarajevo                                                                            | Bosnia ed Erzegovina                                                                | 3 – 5                                                                               | Croazia                                                                             | Amichevole                                                                          | -                                                                                   | cap.                                                                                |
| 8-9-2007                                                                            | Budapest                                                                            | Ungheria                                                                            | 1 – 0                                                                               | Bosnia ed Erzegovina                                                                | Qual. Euro 2008                                                                     | -                                                                                   | cap. 19’                                                                            |
| 13-10-2007                                                                          | Atene                                                                               | Grecia                                                                              | 3 – 2                                                                               | Bosnia ed Erzegovina                                                                | Qual. Euro 2008                                                                     | -                                                                                   | cap. 82’                                                                            |
| 17-10-2007                                                                          | Sarajevo                                                                            | Bosnia ed Erzegovina                                                                | 0 – 2                                                                               | Norvegia                                                                            | Qual. Euro 2008                                                                     | -                                                                                   | cap. 43’                                                                            |
| 21-11-2007                                                                          | Istanbul                                                                            | Turchia                                                                             | 1 – 0                                                                               | Bosnia ed Erzegovina                                                                | Qual. Euro 2008                                                                     | -                                                                                   | cap.                                                                                |
| 26-3-2008                                                                           | Zenica                                                                              | Bosnia ed Erzegovina                                                                | 2 – 2                                                                               | Macedonia                                                                           | Amichevole                                                                          | -                                                                                   | 85’                                                                                 |
| 20-8-2008                                                                           | Zenica                                                                              | Bosnia ed Erzegovina                                                                | 1 – 2                                                                               | Bulgaria                                                                            | Amichevole                                                                          | -                                                                                   |                                                                                     |
| 6-9-2008                                                                            | Elche                                                                               | Spagna                                                                              | 1 – 0                                                                               | Bosnia ed Erzegovina                                                                | Qual. Mondiali 2010                                                                 | -                                                                                   | cap.                                                                                |
| 10-9-2008                                                                           | Zenica                                                                              | Bosnia ed Erzegovina                                                                | 7 – 0                                                                               | Estonia                                                                             | Qual. Mondiali 2010                                                                 | 3                                                                                   | 65’                                                                                 |
| 11-10-2008                                                                          | Istanbul                                                                            | Turchia                                                                             | 2 – 1                                                                               | Bosnia ed Erzegovina                                                                | Qual. Mondiali 2010                                                                 | -                                                                                   |                                                                                     |
| 15-10-2008                                                                          | Zenica                                                                              | Bosnia ed Erzegovina                                                                | 4 – 1                                                                               | Armenia                                                                             | Qual. Mondiali 2010                                                                 | -                                                                                   |                                                                                     |
| 19-11-2008                                                                          | Maribor                                                                             | Slovenia                                                                            | 3 – 4                                                                               | Bosnia ed Erzegovina                                                                | Amichevole                                                                          | 1                                                                                   | cap.                                                                                |
| 28-3-2009                                                                           | Bruxelles                                                                           | Belgio                                                                              | 2 – 4                                                                               | Bosnia ed Erzegovina                                                                | Qual. Mondiali 2010                                                                 | 1                                                                                   | 57’                                                                                 |
| 1-4-2009                                                                            | Zenica                                                                              | Bosnia ed Erzegovina                                                                | 2 – 1                                                                               | Belgio                                                                              | Qual. Mondiali 2010                                                                 | -                                                                                   | 56’                                                                                 |
| 9-6-2009                                                                            | Cannes                                                                              | Oman                                                                                | 1 – 2                                                                               | Bosnia ed Erzegovina                                                                | Amichevole                                                                          | -                                                                                   |                                                                                     |
| 9-9-2009                                                                            | Zenica                                                                              | Bosnia ed Erzegovina                                                                | 1 – 1                                                                               | Turchia                                                                             | Qual. Mondiali 2010                                                                 | -                                                                                   | 90+2’                                                                               |
| 10-10-2009                                                                          | Tallinn                                                                             | Estonia                                                                             | 0 – 2                                                                               | Bosnia ed Erzegovina                                                                | Qual. Mondiali 2010                                                                 | -                                                                                   |                                                                                     |
| 14-10-2009                                                                          | Zenica                                                                              | Bosnia ed Erzegovina                                                                | 2 – 5                                                                               | Spagna                                                                              | Qual. Mondiali 2010                                                                 | 1                                                                                   |                                                                                     |
| 14-11-2009                                                                          | Lisbona                                                                             | Portogallo                                                                          | 1 – 0                                                                               | Bosnia ed Erzegovina                                                                | Qual. Mondiali 2010                                                                 | -                                                                                   | 81’                                                                                 |
| 3-3-2010                                                                            | Sarajevo                                                                            | Bosnia ed Erzegovina                                                                | 2 – 1                                                                               | Ghana                                                                               | Amichevole                                                                          | -                                                                                   | 73’                                                                                 |
| 29-5-2010                                                                           | Solna                                                                               | Svezia                                                                              | 4 – 2                                                                               | Bosnia ed Erzegovina                                                                | Amichevole                                                                          | -                                                                                   |                                                                                     |
| 3-6-2010                                                                            | Francoforte                                                                         | Germania                                                                            | 3 – 1                                                                               | Bosnia ed Erzegovina                                                                | Amichevole                                                                          | -                                                                                   | 79’                                                                                 |
| 10-8-2010                                                                           | Sarajevo                                                                            | Bosnia ed Erzegovina                                                                | 1 – 1                                                                               | Qatar                                                                               | Amichevole                                                                          | -                                                                                   | 78’                                                                                 |
| 3-9-2010                                                                            | Lussemburgo                                                                         | Lussemburgo                                                                         | 0 – 3                                                                               | Bosnia ed Erzegovina                                                                | Qual. Euro 2012                                                                     | -                                                                                   |                                                                                     |
| 7-9-2010                                                                            | Sarajevo                                                                            | Bosnia ed Erzegovina                                                                | 0 – 2                                                                               | Francia                                                                             | Qual. Euro 2012                                                                     | -                                                                                   |                                                                                     |
| 8-10-2010                                                                           | Tirana                                                                              | Albania                                                                             | 1 – 1                                                                               | Bosnia ed Erzegovina                                                                | Qual. Euro 2012                                                                     | -                                                                                   |                                                                                     |
| 17-11-2010                                                                          | Bratislava                                                                          | Slovacchia                                                                          | 2 – 3                                                                               | Bosnia ed Erzegovina                                                                | Amichevole                                                                          | -                                                                                   | 75’                                                                                 |
| 10-12-2010                                                                          | Adalia                                                                              | Polonia                                                                             | 2 – 2                                                                               | Bosnia ed Erzegovina                                                                | Amichevole                                                                          | -                                                                                   | cap.                                                                                |
| 9-2-2011                                                                            | Atlanta                                                                             | Messico                                                                             | 2 – 0                                                                               | Bosnia ed Erzegovina                                                                | Amichevole                                                                          | -                                                                                   |                                                                                     |
| 26-3-2011                                                                           | Zenica                                                                              | Bosnia ed Erzegovina                                                                | 2 – 1                                                                               | Romania                                                                             | Qual. Euro 2012                                                                     | -                                                                                   | 81’                                                                                 |
| 3-6-2011                                                                            | Bucarest                                                                            | Romania                                                                             | 3 – 0                                                                               | Bosnia ed Erzegovina                                                                | Qual. Euro 2012                                                                     | -                                                                                   |                                                                                     |
| 7-6-2011                                                                            | Zenica                                                                              | Bosnia ed Erzegovina                                                                | 2 – 0                                                                               | Albania                                                                             | Qual. Euro 2012                                                                     | -                                                                                   |                                                                                     |
| 2-9-2011                                                                            | Minsk                                                                               | Bielorussia                                                                         | 0 – 2                                                                               | Bosnia ed Erzegovina                                                                | Qual. Euro 2012                                                                     | -                                                                                   | 80’                                                                                 |
| 6-9-2011                                                                            | Zenica                                                                              | Bosnia ed Erzegovina                                                                | 1 – 0                                                                               | Bielorussia                                                                         | Qual. Euro 2012                                                                     | 1                                                                                   | 46’                                                                                 |
| 7-10-2011                                                                           | Zenica                                                                              | Bosnia ed Erzegovina                                                                | 5 – 0                                                                               | Lussemburgo                                                                         | Qual. Euro 2012                                                                     | 2                                                                                   |                                                                                     |
| 11-10-2011                                                                          | Saint-Denis                                                                         | Francia                                                                             | 1 – 1                                                                               | Bosnia ed Erzegovina                                                                | Qual. Euro 2012                                                                     | -                                                                                   |                                                                                     |
| 11-11-2011                                                                          | Zenica                                                                              | Bosnia ed Erzegovina                                                                | 0 – 0                                                                               | Portogallo                                                                          | Qual. Euro 2012                                                                     | -                                                                                   | 86’                                                                                 |
| 15-11-2011                                                                          | Lisbona                                                                             | Portogallo                                                                          | 6 – 2                                                                               | Bosnia ed Erzegovina                                                                | Qual. Euro 2012                                                                     | 1                                                                                   |                                                                                     |
| 28-2-2012                                                                           | San Gallo                                                                           | Bosnia ed Erzegovina                                                                | 1 – 2                                                                               | Brasile                                                                             | Amichevole                                                                          | -                                                                                   | 89’                                                                                 |
| 26-5-2012                                                                           | Dublino                                                                             | Irlanda                                                                             | 1 – 0                                                                               | Bosnia ed Erzegovina                                                                | Amichevole                                                                          | -                                                                                   | cap. 82’                                                                            |
| 31-5-2012                                                                           | Chicago                                                                             | Messico                                                                             | 2 – 1                                                                               | Bosnia ed Erzegovina                                                                | Amichevole                                                                          | -                                                                                   | cap. 66’ 69’                                                                        |
| 7-9-2012                                                                            | Vaduz                                                                               | Liechtenstein                                                                       | 1 – 8                                                                               | Bosnia ed Erzegovina                                                                | Qual. Mondiali 2014                                                                 | 2                                                                                   | 79’                                                                                 |
| 11-9-2012                                                                           | Zenica                                                                              | Bosnia ed Erzegovina                                                                | 4 – 1                                                                               | Lettonia                                                                            | Qual. Mondiali 2014                                                                 | 2                                                                                   |                                                                                     |
| 12-10-2012                                                                          | Atene                                                                               | Grecia                                                                              | 0 – 0                                                                               | Bosnia ed Erzegovina                                                                | Qual. Mondiali 2014                                                                 | -                                                                                   |                                                                                     |
| 16-10-2012                                                                          | Zenica                                                                              | Bosnia ed Erzegovina                                                                | 3 – 0                                                                               | Lituania                                                                            | Qual. Mondiali 2014                                                                 | -                                                                                   |                                                                                     |
| 14-11-2012                                                                          | Algeri                                                                              | Algeria                                                                             | 0 – 1                                                                               | Bosnia ed Erzegovina                                                                | Amichevole                                                                          | -                                                                                   | 63’                                                                                 |
| 22-3-2013                                                                           | Zenica                                                                              | Bosnia ed Erzegovina                                                                | 3 – 1                                                                               | Grecia                                                                              | Qual. Mondiali 2014                                                                 | -                                                                                   |                                                                                     |
| 14-8-2013                                                                           | Sarajevo                                                                            | Bosnia ed Erzegovina                                                                | 3 – 4                                                                               | Stati Uniti                                                                         | Amichevole                                                                          | -                                                                                   |                                                                                     |
| 6-9-2013                                                                            | Zenica                                                                              | Bosnia ed Erzegovina                                                                | 0 – 1                                                                               | Slovacchia                                                                          | Qual. Mondiali 2014                                                                 | -                                                                                   | 78’                                                                                 |
| 10-9-2013                                                                           | Žilina                                                                              | Slovacchia                                                                          | 1 – 2                                                                               | Bosnia ed Erzegovina                                                                | Qual. Mondiali 2014                                                                 | -                                                                                   | 76’                                                                                 |
| 11-10-2013                                                                          | Zenica                                                                              | Bosnia ed Erzegovina                                                                | 4 – 1                                                                               | Liechtenstein                                                                       | Qual. Mondiali 2014                                                                 | 1                                                                                   |                                                                                     |
| 15-10-2013                                                                          | Kaunas                                                                              | Lituania                                                                            | 0 – 1                                                                               | Bosnia ed Erzegovina                                                                | Qual. Mondiali 2014                                                                 | -                                                                                   |                                                                                     |
| 18-11-2013                                                                          | Saint Louis                                                                         | Argentina                                                                           | 2 – 0                                                                               | Bosnia ed Erzegovina                                                                | Amichevole                                                                          | -                                                                                   |                                                                                     |
| 30-5-2014                                                                           | St. Louis                                                                           | Bosnia ed Erzegovina                                                                | 2 – 1                                                                               | Costa d'Avorio                                                                      | Amichevole                                                                          | -                                                                                   | 61’                                                                                 |
| 3-6-2014                                                                            | Chicago                                                                             | Messico                                                                             | 0 – 1                                                                               | Bosnia ed Erzegovina                                                                | Amichevole                                                                          | -                                                                                   | 68’                                                                                 |
| 15-6-2014                                                                           | Rio de Janeiro                                                                      | Argentina                                                                           | 2 – 1                                                                               | Bosnia ed Erzegovina                                                                | Mondiali 2014 - 1º turno                                                            | -                                                                                   | 74’                                                                                 |
| 21-6-2014                                                                           | Cuiabá                                                                              | Nigeria                                                                             | 1 – 0                                                                               | Bosnia ed Erzegovina                                                                | Mondiali 2014 - 1º turno                                                            | -                                                                                   |                                                                                     |
| 28-5-2018                                                                           | Zenica                                                                              | Bosnia ed Erzegovina                                                                | 0 – 0                                                                               | Montenegro                                                                          | Amichevole                                                                          | -                                                                                   | 17’                                                                                 |
| Totale                                                                              |                                                                                     | Presenze (4º posto)                                                                 | 84                                                                                  |                                                                                     | Reti (3º posto)                                                                     | 25                                                                                  |                                                                                     |

## Palmarès

### Club

#### Competizioni nazionali
- Campionato tedesco: 2

Bayern Monaco: 2002-2003
Wolfsburg: 2008-2009
- Coppa di Germania: 1

Bayern Monaco: 2002-2003
- Campionato tedesco di seconda divisione: 1

Bochum: 2005-2006
- Coppa della Cina: 1

Guizhou Renhe: 2013
- Supercoppa di Cina: 1

Guizhou Renhe: 2014

### Individuale
- Idol Nacije: 1

2013